# NGC 1095
NGC 1095 è una galassia a spirale barrata situata nella costellazione della Balena, a una distanza di circa 298 milioni di anni luce dalla nostra Via Lattea.

## Scoperta
La galassia è stata scoperta l'11 dicembre 1876 dall'astronomo francese Édouard Stephan.

## Descrizione
NGC 1095 ha una classe di luminosità III e presenta una larga riga a 21 cm dell'idrogeno neutro.